# ایسیمه
ایسیمه (به ایتالیایی: Issime) یک کومونه در ایتالیا است که در واله دائوستا واقع شده‌است.

## خصوصیات
ایسیمه ۳۵ کیلومترمربع مساحت و ۴۰۴ نفر جمعیت دارد و ۹۵۶ متر بالاتر از سطح دریا واقع شده‌است.